# Палата Касина
Палата Касина представља знаменитост Врдника, грађена је у стилу сецесије крајем 19. и почетком 20. века. 
У некадашњој вили управе рудника мрког угља, временом је поред библиотеке „Милица Стојадиновић–Српкиња” смештене просторије месне заједнице и Туристичке организације Ириг, а свечана сала се још користи за културне манифестације. О вредности и значају зграде сведочи и чињеница да је сврстана у споменике културе на простору Срема.
Поред ње се налази Споменик „Рударска круна”. Обнова зграде предвиђена је за 2015. годину